# SPT0418-47

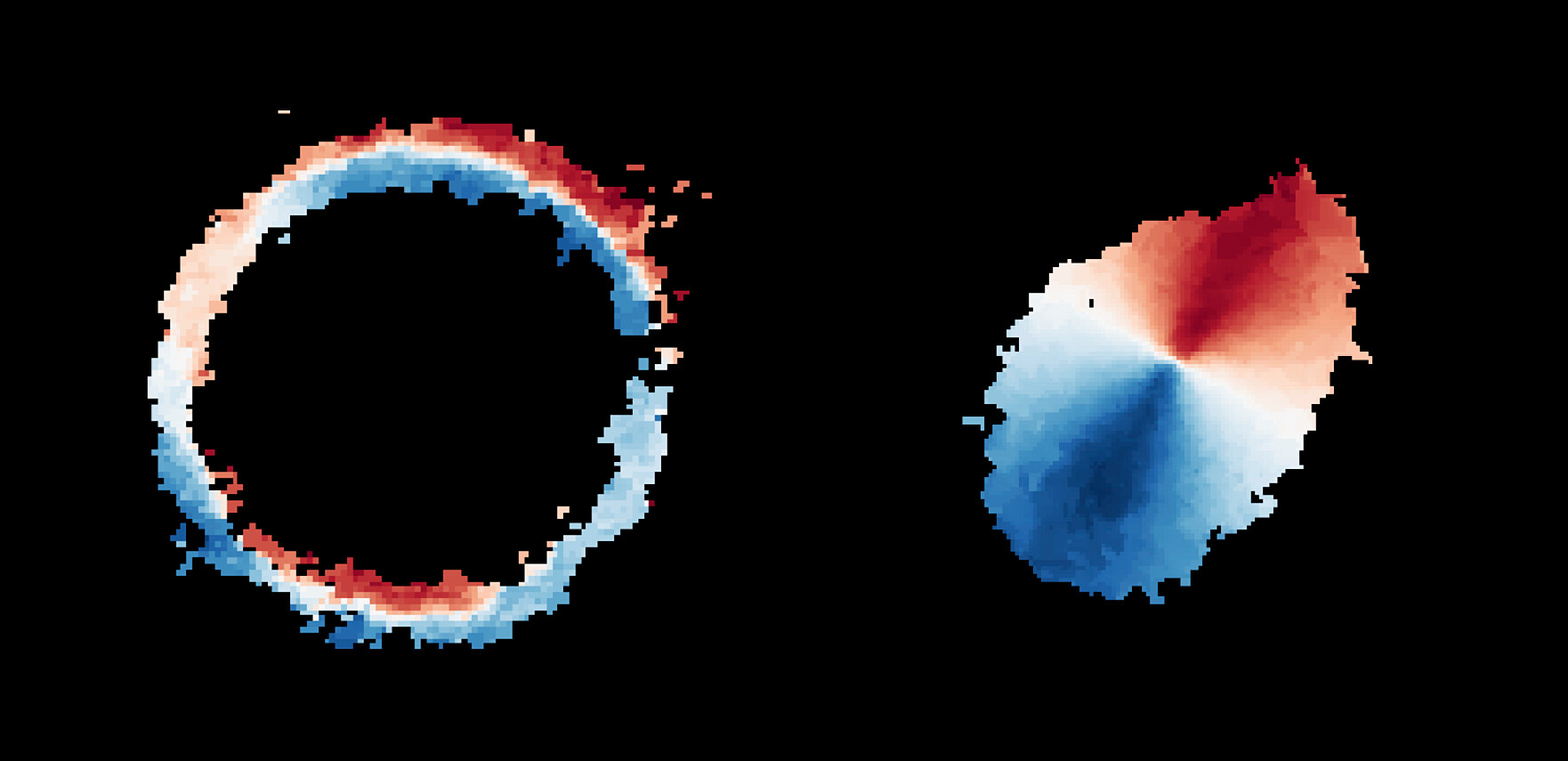
Движение газа в SPT0418-47 (реконструировано). Газ, удаляющийся от нас, показан красным. Газ, приближающийся к наблюдателю, — синим

SPT0418-47 (SPT–SJ041839–4751.9) — молодая, чрезвычайно далёкая галактика в созвездии Часов. Открыта в 2020 году, находится на расстоянии около 12 млрд световых лет от Солнца.
SPT0418-47 похожа на Млечный Путь, имеет сопоставимую с ним массу и выглядит как Вселенная в возрасте 1,4 млрд лет. Она упорядочена и не хаотична, что противоречит теории о том, что все галактики в ранней Вселенной были турбулентными и нестабильными. Изображение галактики имеет вид «кольца Эйнштейна».

## Описание
Астрономический объект просуществовал всего 1,4 млрд лет после Большого взрыва. Для наблюдения за галактикой исследователи направили на неё телескоп ALMA. Исследование объекта возглавил Институт астрофизики Общества Макса Планка в Германии, результаты были опубликованы 12 августа 2020 года в журнале Nature. Детальные наблюдения были затруднены, поскольку галактика кажется маленькой и тусклой. Для воссоздания внешнего вида SPT0418-47 были использованы методы компьютерного моделирования.
Галактика SPT0418-47 очень похожа на Млечный Путь по двум особенностям: у неё есть вращающийся диск с центральным утолщением — балдж, наблюдаемый впервые в истории Вселенной у галактики в столь юном возрасте; её вращение соответствует распределению скоростей движения по диску современных спиральных галактик. Таким образом, она расположена относительно равномерно и является самым далёким объектом от Млечного Пути. Похоже, что галактика не имеет спиральных рукавов, она гравитационно линзирована с соседней галактикой и выглядит почти как идеальное световое кольцо — так называемое «кольцо Эйнштейна».
Соавтор исследований Филиппо Браттернали (англ. Filippo Fraternali) из Астрономического института Каптейна, Гронингенского университета в Нидерландах, так охарактеризовал открытие:
|                     | The big surprise was to find that this galaxy is actually quite similar to nearby galaxies, contrary to all expectations from the models and previous, less detailed, observations. |  | Большим сюрпризом было то, что эта галактика на самом деле довольно похожа на близлежащие галактики, вопреки всем ожиданиям, полученным от моделей и предыдущих, менее детальных наблюдений. |  |
| Филиппо Браттернали | |  | |  |

В ранней Вселенной молодые галактики всё ещё находились в процессе формирования, поэтому предполагалось, что они хаотичны и не имеют чётких структур, которые типичны для более зрелых галактик. По мнению учёных объект со временем превратится в галактику, сильно отличную от Млечного Пути, и присоединится к классу эллиптических галактик, у которых нет спиральных рукавов.
Недавно была обнаружена галактика DLA0817g — другая звёздная система примерно того же возраста, тоже имеющая диск, однако, SPT0418-47 изучена более детально и у неё есть балдж, в связи с чем SPT0418-47 более похожа на Млечный Путь, чем DLA0817g и любая другая известная ранняя галактика.